# Epidendrum crassinervium
Epidendrum crassinervium är en orkidéart som beskrevs av Friedrich Fritz Wilhelm Ludwig Kraenzlin. Epidendrum crassinervium ingår i släktet Epidendrum och familjen orkidéer. Inga underarter finns listade i Catalogue of Life.